# Ri Hyok-chol (Fußballspieler)
Ri Hyok-chol (* 14. Oktober 1985) ist ein nordkoreanischer Fußballspieler. 

## Karriere
Ri kam für das nordkoreanische Nationalteam in der WM-Qualifikation 2006 zu einem Einsatz gegen Thailand und erzielte dabei auch einen Treffer. 2005 und 2007 nahm der Stürmer an den Qualifikationsrunden zur Ostasienmeisterschaft teil, bei den anschließenden Endrunden fand er keine Berücksichtigung.